# Ruth Rendell Mysteries
The Ruth Rendell Mysteries is een Britse TV-detectiveserie gemaakt voor ITV door Television South en Meridian Television (in samenwerking met Blue Heaven Productions). De eerste vertoning was op 2 augustus 1987, de laatste aflevering werd voor het eerst vertoond op 11 oktober 2000.

## Beschrijving
De serie bestaat uit bewerkingen van het werk van Ruth Rendell, zowel haar korte verhalen als haar romans, zoals bijvoorbeeld Going Wrong. Er zijn in totaal 55 afleveringen rond Inspector Wexford, met in de hoofdrol George Baker en Christopher Ravenscroft. Daarnaast zijn er nog 29 afleveringen gemaakt waarin Wexford niet voorkomt.

## Rolverdeling
- George Baker: Inspecteur Wexford
- Christopher Ravenscroft: Inspecteur Burden
- Louie Ramsay: Dora Wexford
- Diane Keen: Jenny Burden
- Ann Penfold: Jean Burden
- Sean Pertwee: Sergeant Barry Vine

## Afleveringen met Inspector Wexford
| Nr. | Titel                                     | Eerste uitzending |
| --- | ----------------------------------------- | ----------------- |
| 1   | Wolf to the Slaughter: Part One           | 2 augustus 1987   |
| 2   | Wolf to the Slaughter: Part Two           | 9 augustus 1987   |
| 3   | Wolf to the Slaughter: Part Three         | 16 augustus 1987  |
| 4   | Wolf to the Slaughter: Part Four          | 23 augustus 1987  |
| 5   | A Guilty Thing Surprised: Part One        | 19 juni 1988      |
| 6   | A Guilty Thing Surprised: Part Two        | 26 juni 1988      |
| 7   | A Guilty Thing Surprised: Part Three      | 3 juli 1988       |
| 8   | Shake Hands Forever: Part One             | 23 september 1988 |
| 9   | Shake Hands Forever: Part Two             | 30 september 1988 |
| 10  | Shake Hands Forever: Part Three           | 7 oktober 1988    |
| 11  | No Crying He Makes                        | 23 december 1988  |
| 12  | No More Dying, Then: Part One             | 22 oktober 1989   |
| 13  | No More Dying, Then: Part Two             | 29 oktober 1989   |
| 14  | No More Dying, Then: Part Three           | 5 november 1989   |
| 15  | A Sleeping Life: Part One                 | 12 november 1989  |
| 16  | A Sleeping Life: Part Two                 | 19 november 1989  |
| 17  | A Sleeping Life: Part Three               | 26 november 1989  |
| 18  | The Veiled One                            | 17 december 1989  |
| 19  | Some Lie and Some Die: Part One           | 30 september 1990 |
| 20  | Some Lie and Some Die: Part Two           | 7 oktober 1990    |
| 21  | Some Lie and Some Die: Part Three         | 14 oktober 1990   |
| 22  | The Best Man to Die: Part One             | 21 oktober 1990   |
| 23  | The Best Man to Die: Part Two             | 28 oktober 1990   |
| 24  | The Best Man to Die: Part Three           | 4 november 1990   |
| 25  | An Unkindness of Ravens: Part One         | 11 november 1990  |
| 26  | An Unkindness of Ravens: Part Two         | 18 november 1990  |
| 27  | Put on by Cunning                         | 24 december 1990  |
| 28  | A New Lease of Death: Part One            | 29 september 1991 |
| 29  | A New Lease of Death: Part Two            | 6 oktober 1991    |
| 30  | A New Lease of Death: Part Three          | 13 oktober 1991   |
| 31  | Murder Being Once Done: Part One          | 20 oktober 1991   |
| 32  | Murder Being Once Done: Part Two          | 27 oktober 1991   |
| 33  | Murder Being Once Done: Part Three        | 3 november 1991   |
| 34  | From Doon with Death: Part One            | 10 november 1991  |
| 35  | From Doon with Death: Part Two            | 17 november 1991  |
| 36  | Means of Evil: Part One                   | 24 november 1991  |
| 37  | Means of Evil: Part Two                   | 1 december 1991   |
| 38  | Achilles Heel                             | 26 december 1991  |
| 39  | The Speaker of Mandarin: Part One         | 27 september 1992 |
| 40  | The Speaker of Mandarin: Part Two         | 4 oktober 1992    |
| 41  | The Speaker of Mandarin: Part Three       | 11 oktober 1992   |
| 42  | The Mouse in the Corner: Part One         | 18 oktober 1992   |
| 43  | The Mouse in the Corner: Part Two         | 25 oktober 1992   |
| 44  | An Unwanted Woman: Part One               | 1 november 1992   |
| 45  | An Unwanted Woman: Part Two               | 8 november 1992   |
| 46  | Kissing the Gunner's Daughter: Part One   | 15 november 1992  |
| 47  | Kissing the Gunner's Daughter: Part Two   | 22 november 1992  |
| 48  | Kissing the Gunner's Daughter: Part Three | 29 november 1992  |
| 49  | Kissing the Gunner's Daughter: Part Four  | 6 december 1992   |
| 50  | Simisola: Part One                        | 26 januari 1996   |
| 51  | Simisola: Part Two                        | 2 februari 1996   |
| 52  | Simisola: Part Three                      | 9 februari 1996   |
| 53  | Road Rage: Part One                       | 8 november 1998   |
| 54  | Road Rage: Part Two                       | 9 november 1998   |
| 55  | Harm Done                                 | 11 oktober 2000   |

## Afleveringen zonder Inspector Wexford
| Nr. | Titel                               | Eerste uitzending |
| --- | ----------------------------------- | ----------------- |
| 1   | Talking to Strange Men              | 27 december 1992  |
| 2   | Master of the Moor: Part One        | 2 september 1994  |
| 3   | Master of the Moor: Part Two        | 9 september 1994  |
| 4   | Master of the Moor: Part Three      | 16 september 1994 |
| 5   | Vanity Dies Hard: Part One          | 24 maart 1995     |
| 6   | Vanity Dies Hard: Part Two          | 31 maart 1995     |
| 7   | Vanity Dies Hard: Part Three        | 7 april 1995      |
| 8   | The Strawberry Tree: Part One       | 21 april 1995     |
| 9   | The Strawberry Tree: Part Two       | 28 april 1995     |
| 10  | Heartstones                         | 1 januari 1996    |
| 11  | The Secret House of Death: Part One | 8 maart 1996      |
| 12  | The Secret House of Death: Part Two | 15 maart 1996     |
| 13  | A Case of Coincidence: Part One     | 22 maart 1996     |
| 14  | A Case of Coincidence: Part Two     | 29 maart 1996     |
| 15  | The Double                          | 3 Januari 1997    |
| 16  | A Dark Blue Perfume                 | 10 januari 1997   |
| 17  | Bribery & Corruption: Part One      | 17 januari 1997   |
| 18  | Bribery and Corruption: Part Two    | 24 januari 1997   |
| 19  | Thornapple                          | 31 januari 1997   |
| 20  | May and June: Part One              | 7 februari 1997   |
| 21  | May and June: Part Two              | 14 februari 1997  |
| 22  | Front Seat                          | 21 februari 1997  |
| 23  | Going Wrong: Part One               | 2 juni 1998       |
| 24  | Going Wrong: Part Two               | 9 juni 1998       |
| 25  | Going Wrong: Part Three             | 11 juni 1998      |
| 26  | You Can't Be Too Careful            | 24 december 1998  |
| 27  | The Orchard Walls                   | 31 december 1998  |
| 28  | The Lake of Darkness                | 3 mei 1999        |
| 29  | The Fallen Curtain                  | 6 augustus 1999   |